# Elecciones estatales de Guerrero de 1986
Las elecciones estatales de Guerrero de 1986 se llevaron a cabo el domingo 7 de diciembre de 1986, y en ellas se renovaron los cargos de elección popular en el estado mexicano de Guerrero:
- Gobernador de Guerrero. Titular del Poder Ejecutivo del estado, electo para un periodo de seis años no reelegibles en ningún caso, el candidato electo fue José Francisco Ruiz Massieu.
- 76 Ayuntamientos. Formados por un Presidente Municipal y regidores electo para un período de tres años no reelegibles en ningún período inmediato.
- 48 Diputados al Congreso. 24 electos por una mayoría de cada uno de los Distritos Electorales y 24 de los mediante de listas de Representación Proporcional.

## Resultados electorales

### Gobernador
|  | 2.8 % |

|  | 87.1 % |

|  | 1.3 % |

|  | 0.7 % |

|  | 0.7 % |

|  | 3.4 % |

|  | 4.0 % |

|  | 100.00 % |

### Ayuntamientos

#### Municipio de Chilpancingo
- Florencio Salazar Adame  Hecho

#### Municipio de Acapulco
- Israel Soberanis Nogueda  Hecho

#### Municipio deAlcozauca de Guerrero
|  | 0.38 % |

|  | 46.76 % |

|  | 0.62 % |

|  | 0.45 % |

|  | 1.84 % |

|  | 1.66 % |

|  | 48.28 % |

|  | 0.00 % |

|  | 0.00 % |

|  | 100.00 % |

#### Municipio de Iguala
- Emilio Alonso Áviles  Hecho

#### Municipio de Ciudad Altamirano
- Eduardo Bahena Bahena  Hecho